# 헤르베르트 바케
헤르베르트 프리드리히 빌헬름 바케(독일어: Herbert Friedrich Wilhelm Backe, 1896년 5월 1일 ~ 1947년 4월 6일)는 독일의 정치인이자 친위대 대장 (SS-Obergruppenführer)이다. 히틀러 내각에서 식량 장관을 지냈다.
바케는 조지아의 바투미에서 독일계 실업가의 아들로 태어났다. 러시아 혁명의 혼란으로 독일로 피신하였고, 독일의 괴팅겐 대학교에서 농업을 전공하고, 하노버 대학교에서 조수를 지냈다. 대학을 졸업한 후에는 포메라니아의 농장에서 소작농으로 일했고, 대학 재학 중이었던 1922년, 민족사회주의 독일 노동자당 (NSDAP)의 돌격대 (SA) 에 입대하여, 이듬해 민족사회주의 독일 노동자당에 입당하였다.
입당한 후, 바케는 경력을 살려 나치당의 농민 지도자로서 두각을 나타냈다. 나치당이 정권을 장악한 뒤인 1933년부터 리하르트 발터 다레 (Richard Walther Darré) 식량장관 밑에서 식량성 차관을 지냈고, 1942년 다레가 아돌프 히틀러와의 마찰로 식량장관에서 사직당하자, 다레를 대신하여 식량장관에 올랐다.
그는 히틀러가 자살한 뒤에 성립된 카를 되니츠 정부에서도 식량장관에 유임했으나, 항복 후 연합군에 의해 체포되었다. 그 후 바케는 뉘른베르크 부속 재판에 회부되었으나, 1947년 4월 6일 수감 중이던 뉘른베르크 형무소에서 목을 매달아 자살했다.